# Castell de Llers
El Castell de Llers és una fortalesa del municipi de Llers (Alt Empordà) declarada bé cultural d'interès nacional.
Llers que en l'edat mitjana era una plaça fronterera entre els comtat de Besalú i el d'Empuries, ha estat un punt estratègic des de temps antics, i aquesta importància estratègica, és una de les probables raons de la construcció del castell en aquest lloc. El castell de Llers, juntament amb els altres onze castells que en depenien, van formar una xarxa defensiva de gran importància.

## Història
Les primeres notícies documentades del lloc són del segle x. L'any 1090 s'esmenta Arnau de Llers en una convinença pactada entre Guillem Hug i Bernat II de Besalú. El pes dels senyors de Llers dins el comtat de Besalú resta reflectit en que un Arnau de Llers fou testimoni en un document de donació del comte Bernat II de Besalú al monestir de Santa Maria de Ripoll l'any 1097. Sembla molt probable que a finals del segle xi ja hi devia haver un castell a Llers. Arnau de Llers és també testimoni en un document pel qual el comte Bernat III de Besalú cedia el comtat al comte de Barcelona Ramon Berenguer III l'any 1107.
Desapareguts els comtes privatius de Besalú (1111) i sota els comtes de Barcelona, els senyors de Llers seguien tenint un paper important doncs el castell principal estava situat en una zona fronterera, al principi amb el comtat d'Empúries. Així, l'any 1128, el comte Ponç Hug d'Empúries s'apoderà de diversos castells entre ells el de Llers. Fou, però, derrotat i Llers tornà al seu antic senyor. Els senyors de Llers actuen sovint com a testimonis i homes de confiança dels comtes barcelonins. Arnau de Llers fou nomenat marmessor de la reina Peronella d'Aragó i el 1162 feu de testimoni del testament sacramental del seu espòs Ramon Berenguer IV.
Durant la segona meitat del segle xiii, el castell passà a la família Rocabertí que, l'any 1276 hi construí importants fortificacions. Abans del setge de Girona (1285), l'exèrcit francès trobà gran resistència en el castell de Llers, fortalesa clau de l'Empordà, que fou pres després de molts esforços. Al castell de Llers fou coronat «rei de la terra de Catalunya» el príncep Carles I de Valois fill de Felip l'Ardit. Posteriorment, el castell de Llers continuà tenint un paper important en la defensa de la frontera septentrional catalana. L'any 1292, disposava d'una guarnició de 15 homes.
Els vescomtes de Rocabertí continuaren posseint el senyoriu. L'any 1319, feren jurament de fidelitat al bisbe de Girona per uns drets eclesiàstics relacionats amb la fortalesa. Un segle més tard, l'any 1409, sembla que el castell de Llers ja havia estat incorporat a la corona. Durant la guerra dels remences (1485), els pagesos s'apoderaren del castell de Llers. Des de mitjan segle xv compartien la senyoria els vescomtes de Rocabertí i els Perellós-Fenollet-Torrelles-Lanuza, però el 1625 el vescomte Francesc Jofre de Rocabertí recuperà el domini total de la baronia, que mantingueren els seus descendents fins a la fi de l'Antic règim.
El castell de Llers fou escenari d'enfrontaments durant la Guerra de Successió, moment en què fou molt malmès i durant la Revolució Francesa.

## Arquitectura
Com en la major part dels castells medievals, la planta es compon d'una torre mestra envoltada d'una muralla de quatre costats i diverses dependències interiors adossades. La porta era al mur de llevant que té un gruix d'1,50 m i una alçada actual de 10 m. La torre circular, té un diàmetre d'11,80 m i el gruix dels murs és de 2 m. Actualment té una alçada de 12 m. segurament inferior a l'original. L'aparell constructiu és de carreus d'uns 25 x 35 cm amb filades horitzontals units per morter de calç. L'antiga porta sembla situada a 6 m d'alçada. La torre era circuïda per un recinte rectangular. Al costat de migjorn d'aquest recinte hi havia una sala rectangular de 28,5 x 6,35 m, de la qual es conserven els quatre murs fins a l'inici de la volta on hi ha una restallera d'encaixos que es deurien usar per a la bastida. A la paret nord s'obre una porta de 150 cm a l'exterior i una alçada de 200 cm, s'acaba en un arc de mig punt format per 8 dovelles de 35 cm de longitud.
A ponent del clos murallat, una altra sala 'uns 11 m x 5,7 m i entre aquesta i la sala anterior una altra sala de 12,60 x 5,70 m de la qual s'endevina la volta que la cobria. Una de les dues portes d'aquesta darrera edificació es conserva clarament i acaba en un arc de mig punt. Els murs del clos de la muralla han conservat una alçada de 10 m. A l'interior del mur de llevant hi ha un fragment de paret amb pedres inclinades formant una mena d'«opus spicatum». A la base del mur, unes filades de carreus grossos i ben escairats. Aquests dos fragments de mur són les restes més antigues del castell de Llers.
La construcció del castell de Llers ces molt homogènia i ben organitzada. Malgrat que cal considerar-lo eddificat (o reedificat) el segle xiii, s'adequa clarament al model de castell defensiu de l'època romànica: una torre mestra central i un circuit de muralles amb sales adossades força majestuoses. Un castell molt notable que, malgrat la pressió del temps, ha arribat força ben conservat.